# 萩城
萩城是過去於17世紀至19世紀期間屬於長州藩的一座日式城堡，別稱指月城，也曾是長州藩的藩廳；萩城已於19世紀末被拆除，其遺址位於現今日本山口縣萩市。
萩城位於阿武川出海口三角洲地區的西北端，為一座平山城，其西北側以標高143公尺的指月山與日本海相隔，指月山上設有山城，本丸、二之丸、三之丸設於山麓下，其中本丸也是長州藩藩主的居館兼長州藩的政廳；南側接三角洲的平原區域，也是城下町的位置。
1874年廢城令頒布後萩城遭到拆除，僅留下石垣和水堀，目前為發展觀光已依據過去的照片重建了部分的二之丸土塀及三之丸總門，但由於是政府的財源不足，並未重建天守；而整個舊城的區域也被設立為指月公園．成為萩市內的觀光景點。

## 歷史

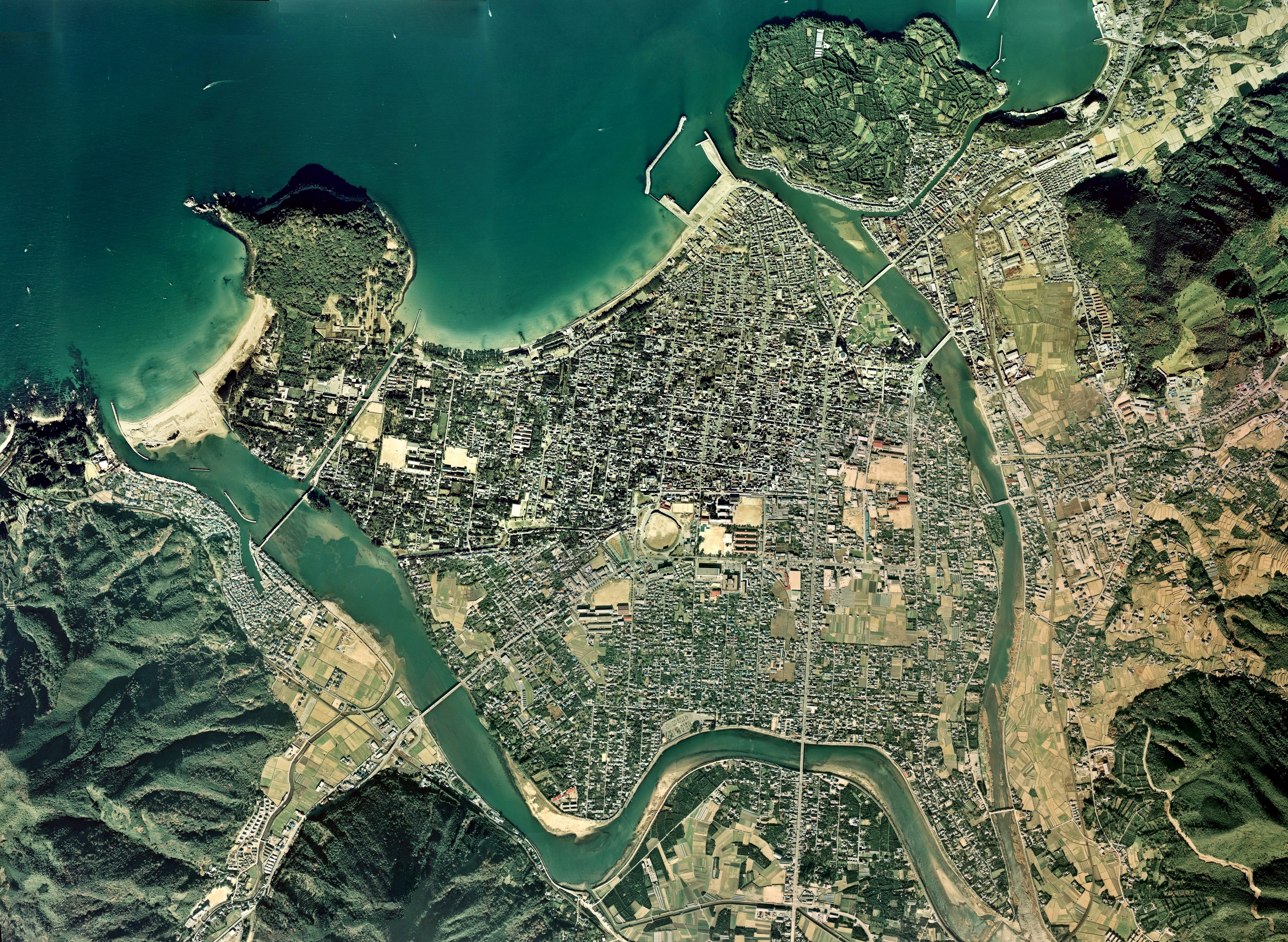
阿武川河口三角洲的空照圖，左上角突出於海域中的即為指月山

在16世紀曾是大內氏家臣吉見氏的領地，吉見氏的津和野城也曾在此設有出城；16世紀末轉與毛利氏合作的吉見正賴在引退後即居住於此至過世。
1600年由於毛利氏家主毛利輝元在關原之戰以擔任總大將與德川家康對立，在西軍戰敗後，毛利氏的領地遭到德川家康的大幅削減，不但失去原有居城廣島城所在的安藝國，原有八國112萬石的領地只剩下周防國及長門國兩國29.8萬石。
1603年毛利氏在決定新的藩廳地點時，選了防府的桑山、山口的鴻之峰和萩的指月山三個地點作為藩府的候選地點，在與江戶幕府老中本多正信交涉後，最後選擇了臨海且最偏遠的萩，並於1604年開始在指月山下興建萩城，1608年完成；此後萩城即成為整個長州藩的政治中心。
一直到19世紀中期，長州藩決定開始攘夷，因擔心臨海的萩城易遭到外國軍艦自海上攻擊，於1863年將藩廳往南遷移到位於內陸的山口政事堂（為於現今的山口市），而結束了萩城做為長州藩廳的功能。
1874年明治政府發布了廢城令，萩城也因此遭到拆除，僅留下石垣和水堀；1951年萩城被日本政府列為國家史跡，後為了發展觀光，自1996年開始陸續復原部分的石垣、城門、總門。

## 照片集

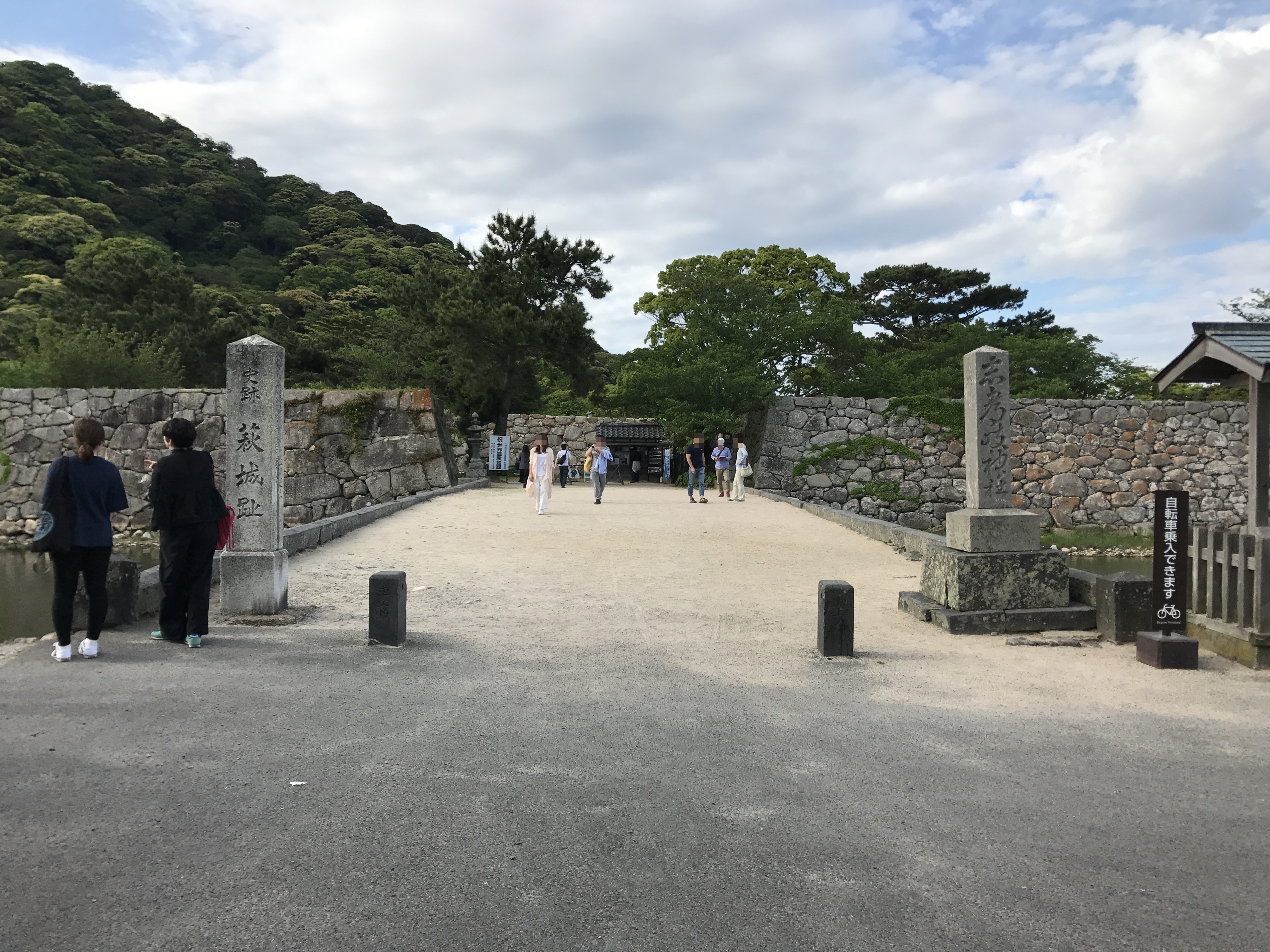
萩城的極樂橋和本丸門遺跡
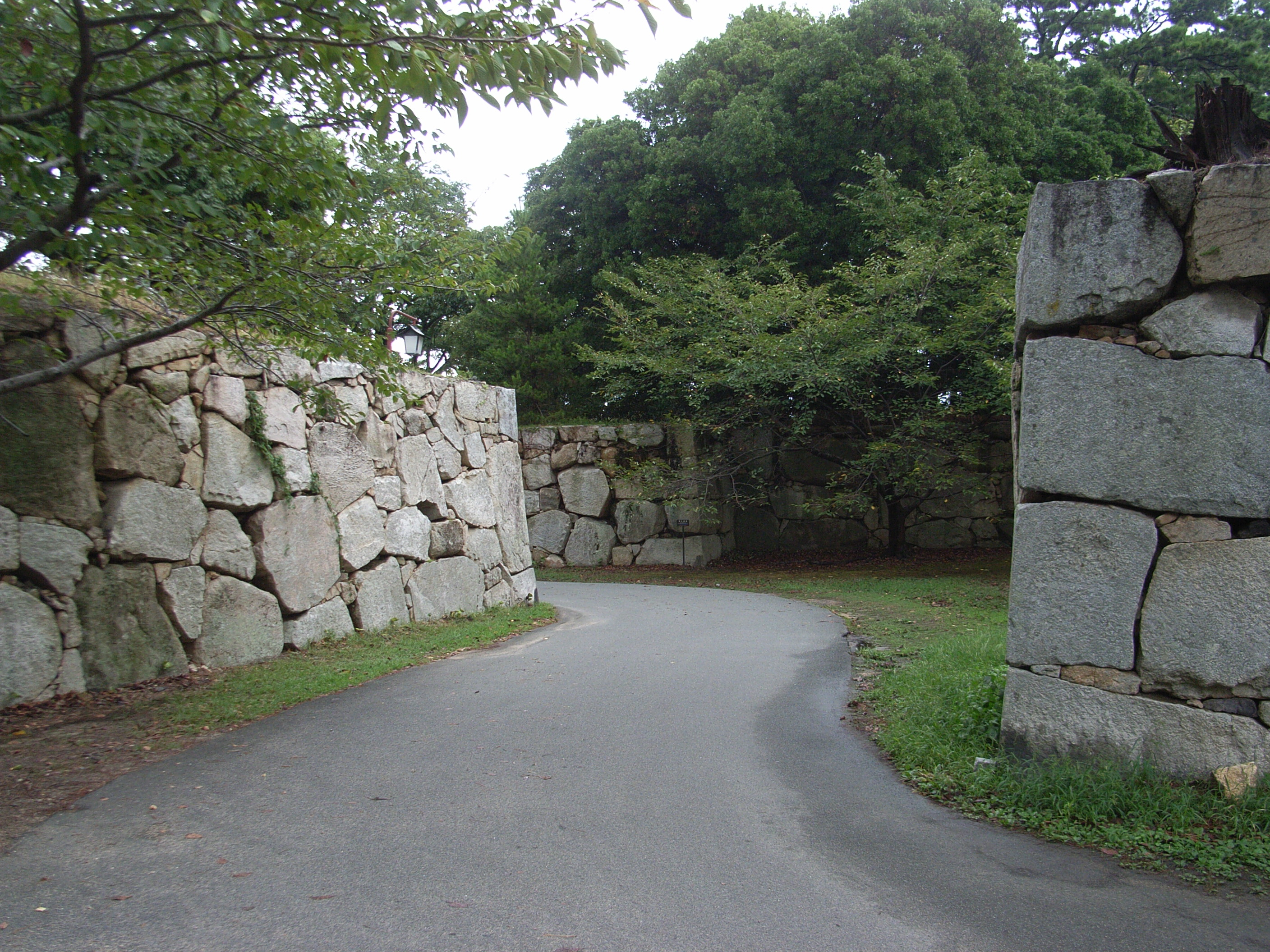
萩城的二之丸
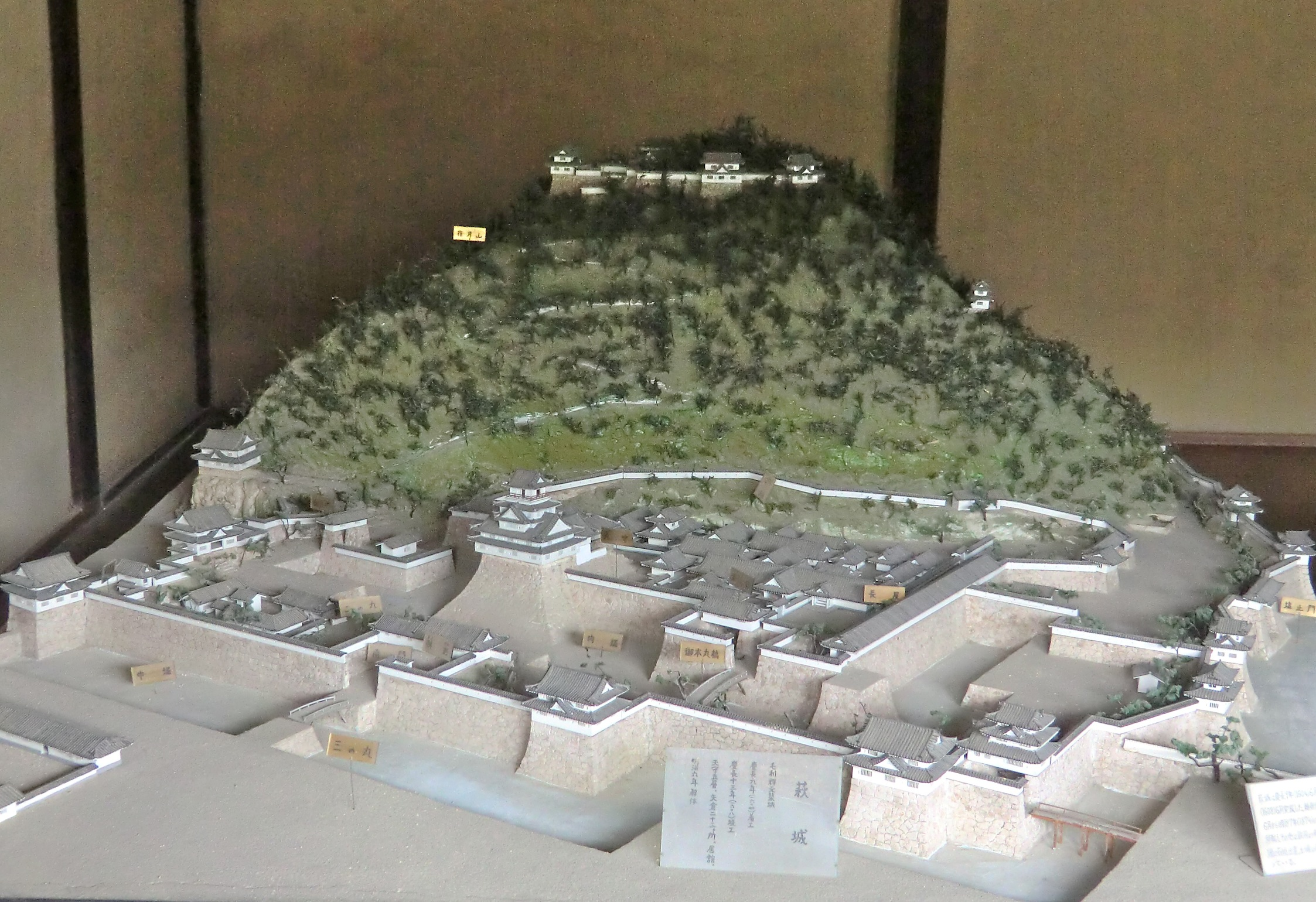
過去萩城的模型
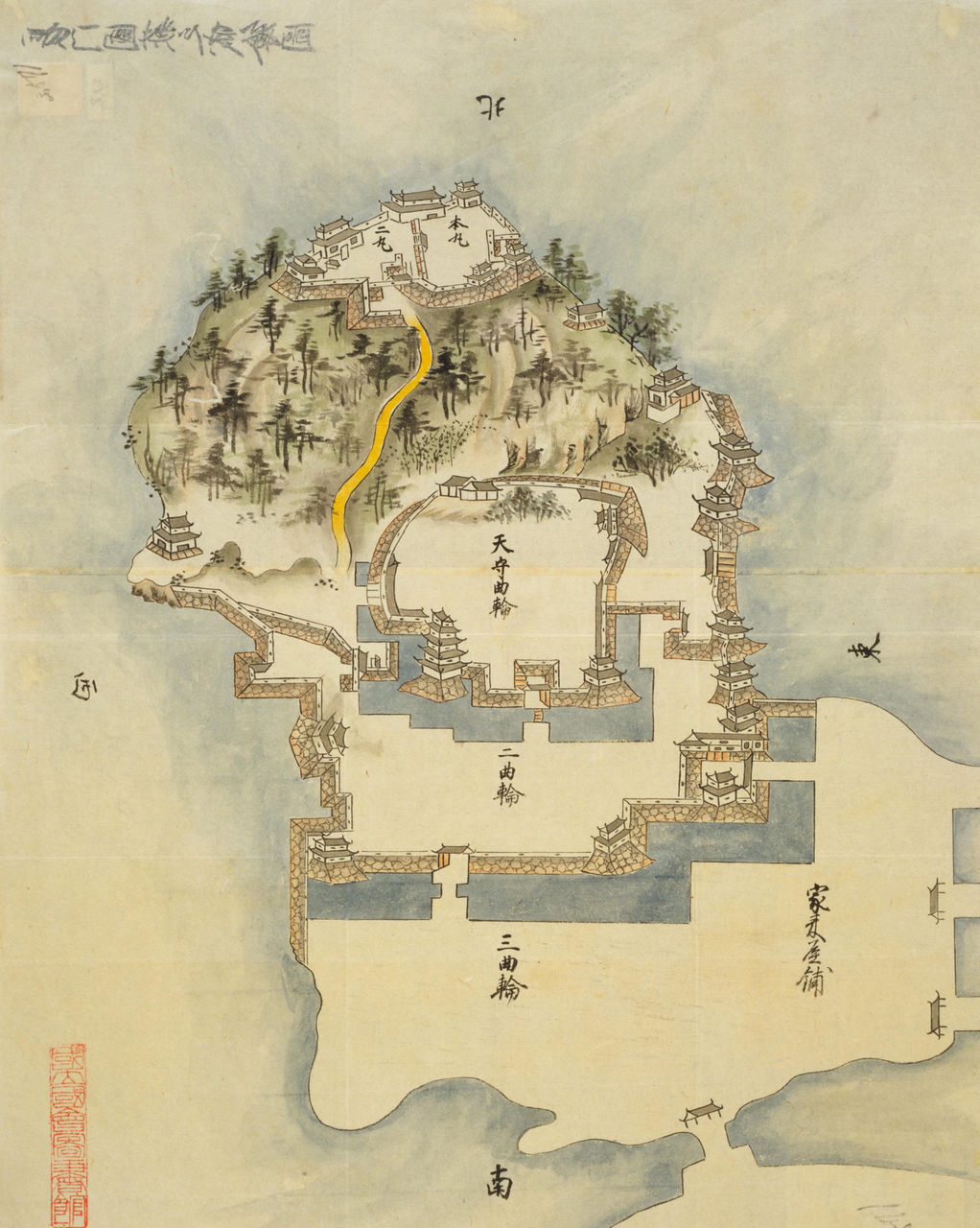
過去萩城的地圖
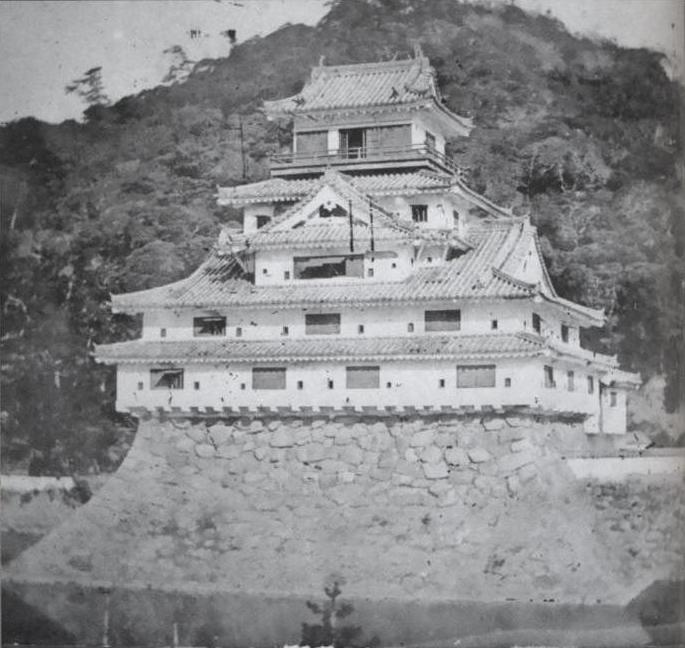
於19世紀末拍攝的萩城天守，後方為指月山
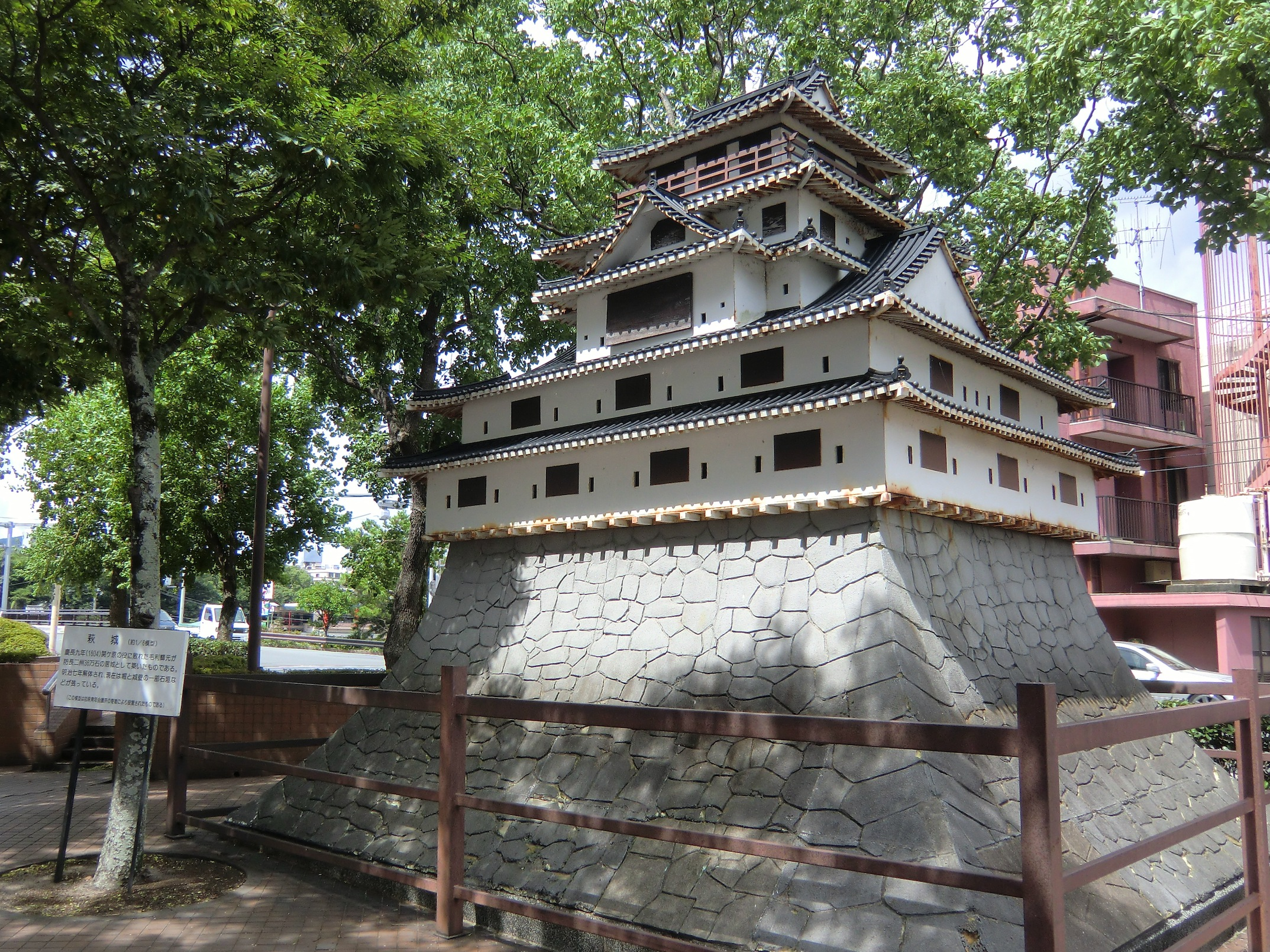
東萩車站前的萩城天守復原模型
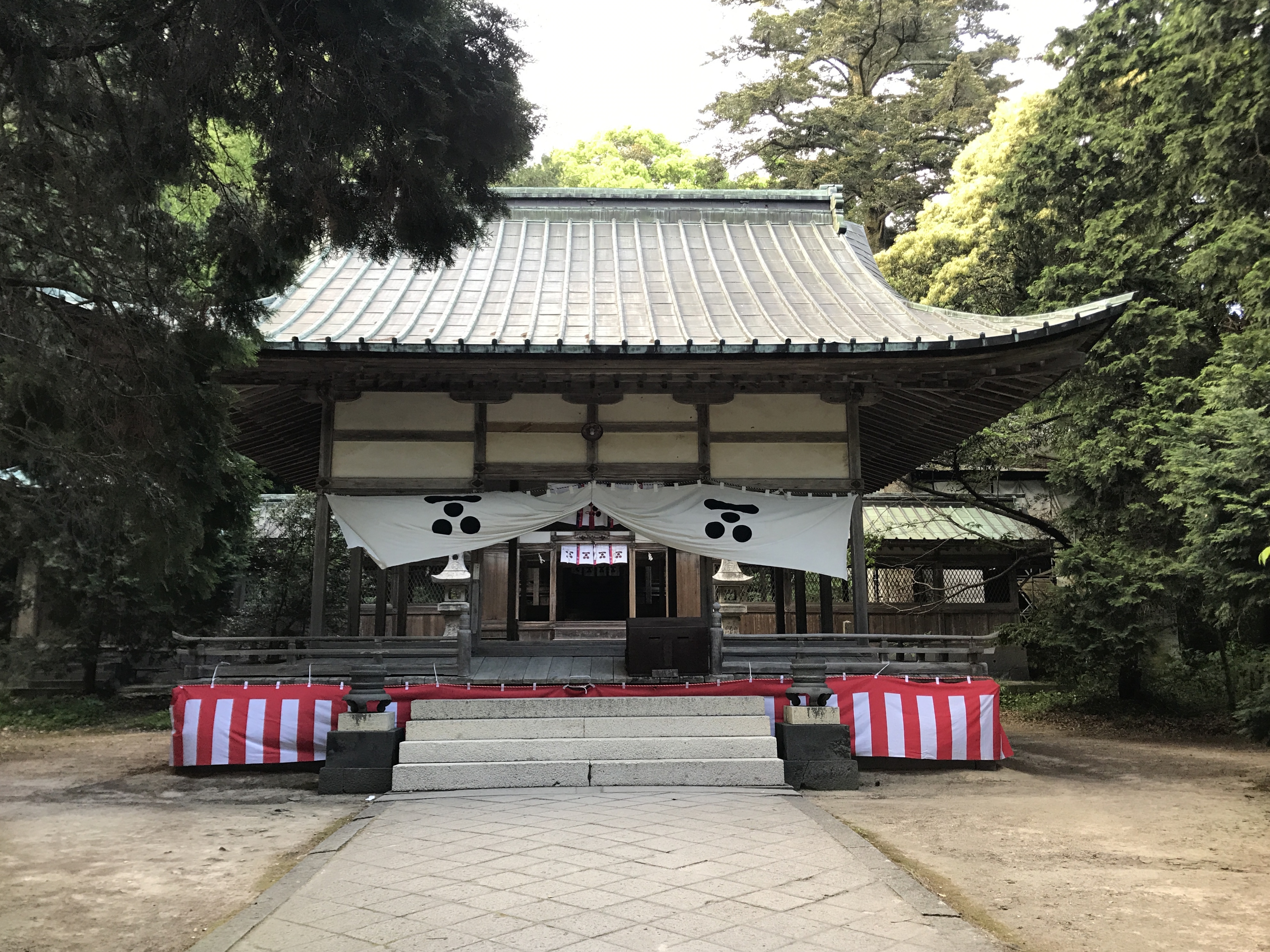
位於現今萩城指月公園內的志都岐山神社拜殿

## 外部連結
- （日語） 萩城復元研究會 （页面存档备份，存于）